# Megophrys obesa
Megophrys obesa es una especie de anfibio anuro de la familia Megophryidae.

## Distribución geográfica
Es endémica de la provincia de Cantón (China).